# Angry Birds Evolution
Angry Birds Evolution este un joc video 3D care a fost lansat de Rovio Entertainment pe 15 iunie 2017. Jocul este similar cu Angry Birds Epic, de asemenea dezvoltat de Chimera Entertainment, cu excepția că un jucător împinge păsările spre inamici să îi învingă în loc să folosească arme.